# オニウシ公園
オニウシ公園（オニウシこうえん）は、北海道茅部郡森町にある公園。道の駅YOU・遊・もりに併設している。

## 概要
1968年（昭和43年）に森町開基110周年記念の一環として着工し、1983年（昭和58年）に完成した。「オニウシ」とは、森町の名前の由来となったアイヌ語「樹木の多くある所」の意味。隣接する青葉ヶ丘公園とともに桜の名所で知られており、ソメイヨシノやチシマザクラ、森町固有種の堀井緋桜や駒見桜など、20種約500本のサクラが咲き、開花時期には『もりまち桜まつり』を開催している。

園内は1周を最大1.87kmになるウォーキングロードが舗装整備されており、4月から10月まで利用できる。積雪期は圧雪され歩くスキーコースとなる。

## 参考資料
- “オニウシ公園と道の駅YOU・遊・もり”. 北海道ファンマガジン.   PNG Office (2008年3月14日). 2016年1月12日閲覧。